# Cantone di Bertincourt
Il Cantone di Bertincourt era una divisione amministrativa dell'arrondissement di Arras.
È stato soppresso a seguito della riforma complessiva dei cantoni del 2014, che è entrata in vigore con le elezioni dipartimentali del 2015.
Comprendeva i comuni di:
- Barastre
- Beaumetz-lès-Cambrai
- Bertincourt
- Beugny
- Bus
- Haplincourt
- Havrincourt
- Hermies
- Lebucquière
- Léchelle
- Metz-en-Couture
- Morchies
- Neuville-Bourjonval
- Rocquigny
- Ruyaulcourt
- Trescault
- Vélu
- Ytres